# Hendrick Pot
Hendrick Gerritsz. Pot est un peintre néerlandais né à Haarlem en 1580 et mort à Amsterdam en 1657.

## Biographie
Pot fut l'élève de Carel van Mander. 
Selon son biographe Houbraken, la ville de Haarlem acheta ses tableaux La Glorification de Guillaume I et La Mort de Guillaume I en 1620 pour les installer à l'hôtel de ville, et en 1626, il est devenu doyen de la guilde de Saint Luc d'Haarlem.
En 1632, il a été employé comme portraitiste à la cour de Charles Ier à Londres.
Frans Hals l'a représenté en lieutenant, en 1633, dans ses tableaux Les Officiers de la garde de Saint Adrien et Les Officiers de la garde civique de Saint Georges, tous deux exposés au Musée Frans Hals de Haarlem.

## Œuvre
Ses œuvres du début, scènes de genre dites «Joyeuses compagnies » représentant des groupes de jeunes gens menant joyeuse vie, buvant, mangeant et flirtant, sont inspirées par le travail de Willem Buytewech et de Dirck Hals, alors que ses tableaux de plus grandes dimensions, en particulier Les Officiers de la Milice des jardiniers d'Haarlem, vers 1630, rappelle Frans Hals.
On lui doit également des portraits et des portraits de groupe et une série de portraits de la famille royale anglaise, notamment de Charles Ier d'Angleterre et de son épouse, Henriette-Marie. 
- Joyeuse compagnie à table, 1625-1630, huile sur panneau, 58 × 81 cm, Wallace Collection, Londres[3]
- Officiers de la garde civique de St Adrien, 1630, huile sur toile, 214 × 276 cm, Musée Frans Hals, Haarlem
- Surprenante première rencontre, Collections Royales de la couronne britannique (acquis par Charles Ier), vers 1632 ;
- Henriette-Marie et Charles Ier d'Angleterre et leur fils, Collections Royales de la couronne britannique, vers 1632 ;
- Portrait d'une jeune femme, 1635, Liechtenstein Museum, Vienne ;
- L'Avare, musée des Offices, Florence ;
- Le Char des fous de Flore, 1637, peinture allégorique et satirique faisant allusion à la tulipomanie, Frans-Hals-Museum, Haarlem ;
- Portrait de Sir Robert Phelips , The National Portrait Gallery, Montacute House, Somerset. Sir Robert Phelips (1586?-1638) était un parlementaire anglais ;
- Le Collectionneur de pièces de monnaie, 1655, Indianapolis Museum of Art, Indianapolis ;
- Portrait d'homme, Musée des beaux-arts André-Malraux, Le Havre ;
- Portrait de femme, Musée des beaux-arts André-Malraux, Le Havre ;
- Portrait d'Andries Hooftman, vers 1633, Musée Condé, Chantilly.

"
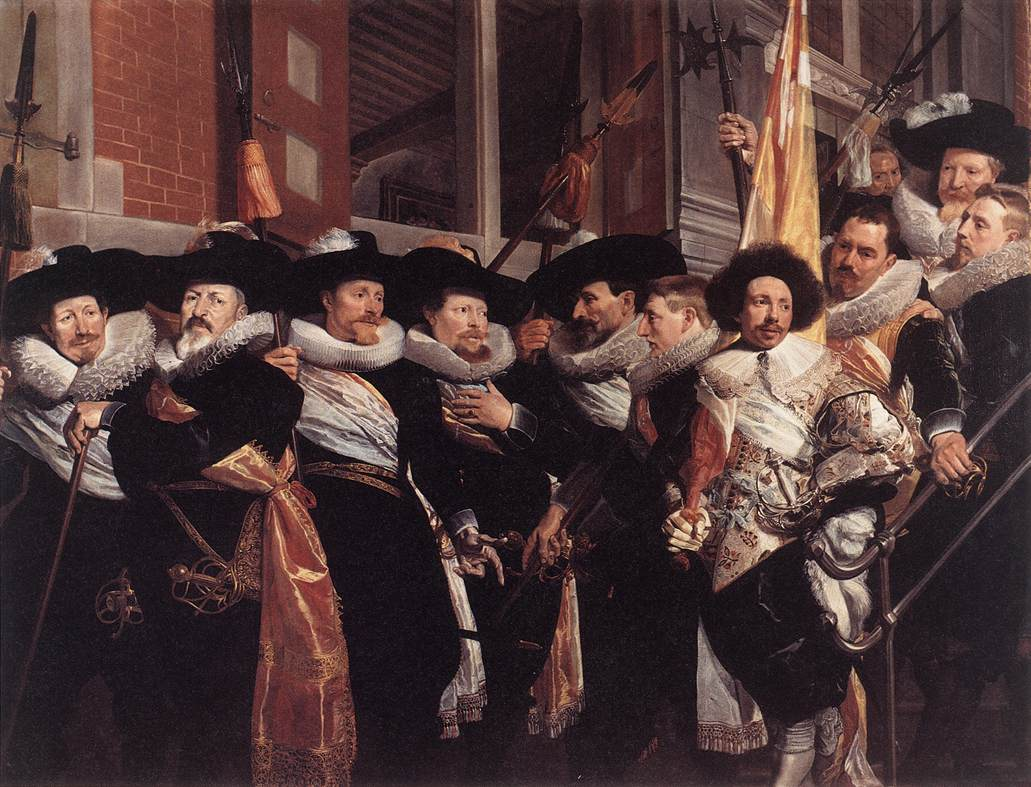
Officiers de la garde civique de St Adrien, 1630 Musée Frans Hals
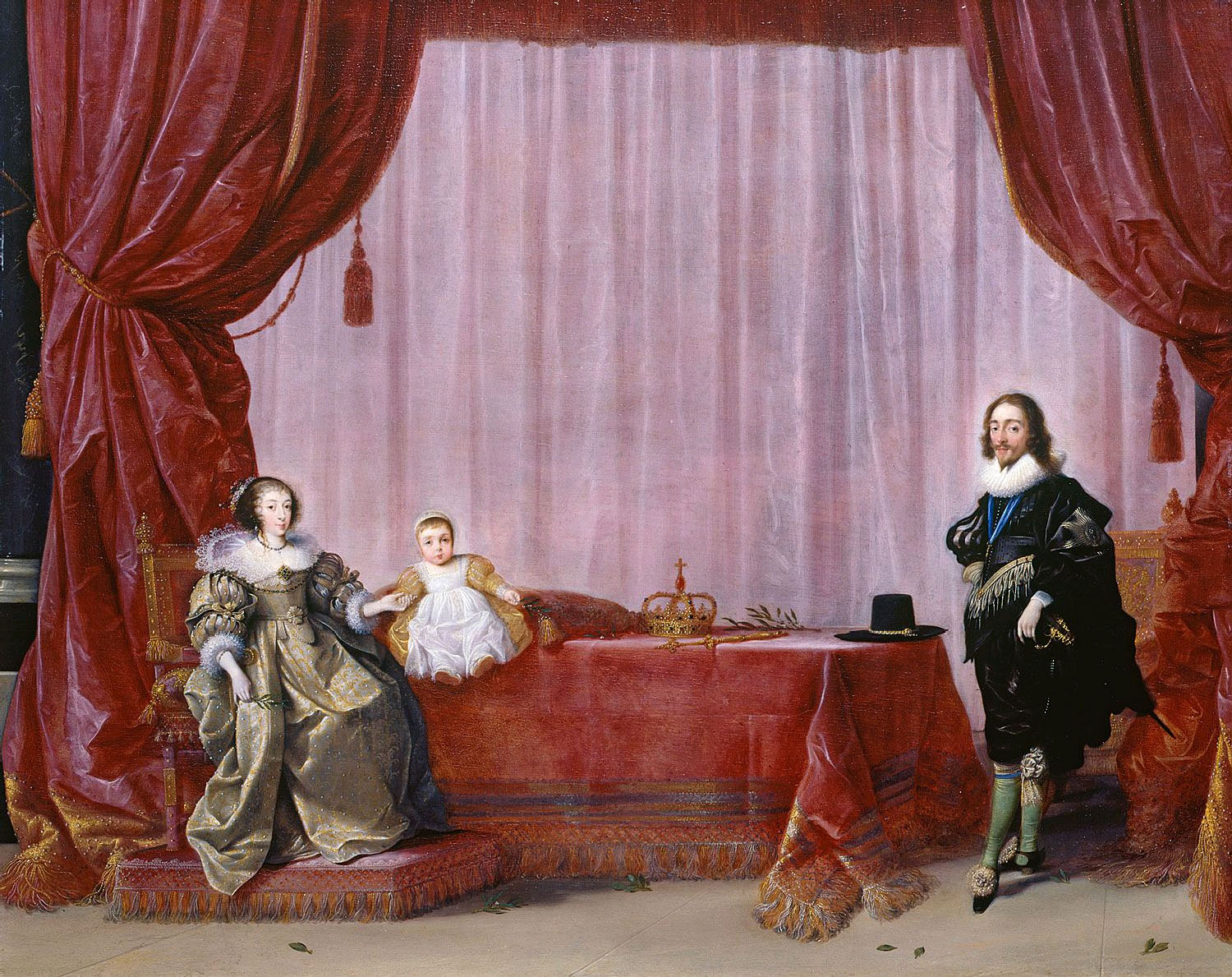
Les Epoux royaux en compagnie du Prince de Galles
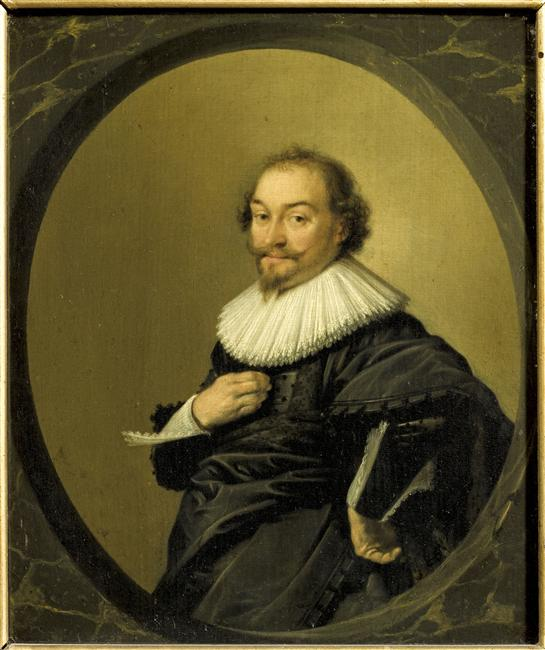
Portrait d'Andries Hooftman